# Muriwaimanu tuatahi
Muriwaimanu tuatahi — викопний вид пінгвінів, що існував у палеоцені (58 млн років тому).

## Історія досліджень
Викопні рештки птаха знайдені у 1980 році у відкладеннях формації Вайпара Грінсенд поблизу річки Вайпара в регіоні Кентербері, Нова Зеландія. Бул знайдена асоційована частина скелета з фрагментами черепа, неповна нижня щелепа, шийні хребці, ребра, синсакрум, вилочка, коракоїд, передня права лопатка. На основі решток у 2006 році описано новий вид Waimanu tuatahi. У 2018 році вид виокремлено у монотиповий рід Muriwaimanu.